# 铋化物
铋化物是含Bi3−阴离子的化合物。碱金属的铋化物M3Bi都是已知的，例如铋化钠（Na3Bi）可以由钠和铋的单质在高温、高压下反应得到。
多元铋化物也有文献报道，例如有着PbClF结构的KCaBi、同时含有-1和-3价Bi的化合物Ba2Cd2.13Bi3O等。

## 拓展阅读
- Andrew L. Hector, Ivan P. Parkin. Transition Metal Pnictide Synthesis: Self Propagating Reactions Involving Sodium Arsenide, Antimonide and Bismuthide （页面存档备份，存于）. Zeitschrift für Naturforschung B, 1994. 49(4)